# Інтелектуальні ресурси
Інтелектуальні ресурси (англ. Intellectual resources) — це всі продукти інтелектуальної діяльності (незалежно від їх обліку в балансі), які формують та розширюють потенційні можливості підприємства за рахунок їх унікальності та забезпечують його стійкі конкурентні переваги.

## Походження терміна
Вперше термін «інтелектуальний ресурс» використав Томас Стюарт у своїх працях, опублікованих у 1990-х роках. Він дав таке визначення інтелектуального ресурсу:
|  | Інтелектуальний ресурс — це, свого роду, накопичені корисні знання», "інтелектуальний матеріал, який сформований, закріплений за компанією і використовується для виробництва більш цінного майна. Розум стає майном, коли під впливом вільно діючої сили мозку створюється щось корисне, що має певну форму: перелік відомостей, база даних, опис процесу і т. д. |

Т. Стюарт інтелектуальним ресурсом вважав не групу докторів наук, які шукають істину за зачиненими дверима будь-якої лабораторії. І не інтелектуальну власність, таку, як патенти і авторські права, хоча вона і є його складовою. Інтелектуальний ресурс — це сума знань усіх працівників компанії, що забезпечує її конкурентоспроможність. Т. Стюарт вважав, що інтелектуальний ресурс — це інтелектуальний матеріал, що містить у собі знання, досвід, інформацію та інтелектуальну власність і бере участь у створенні цінностей; це колективна розумова енергія, яку важно виявити і ще важче нею управляти.

## Особливості
Особливостями інтелектуальних ресурсів є:
- формування інтелектуальних ресурсів забезпечується комплексом галузей, що порівняно недавно посіли самостійне місце поруч з галузями реального сектору економіки і цілком залежать від нього;
- оцінка вартості ІР у економічному розвитку країни надзвичайно ускладнена, якщо взагалі можлива;
- витрати на розвиток та формування інтелектуальних ресурсів є інвестицією із тривалим терміном, оскільки результат може бути отриманий набагато пізніше;
- розвиток інтелектуальних ресурсів жорстко лімітується реальним сектором економіки;
- їх формування забезпечується такими видами економічної діяльності як освіта, наука, які не так давно зайняли незалежне місце.

## Елементи інтелектуальних ресурсів
| Елементи інтелектуального ресурсу | Визначення | Функції                                 |
| --------------------------------- | --- | --------------------------------------- |
| Інтерспецифічні                   | це особлива форма нематеріальних ресурсів, яка утворюється в результаті взаємодії людей з матеріалізованими та нематеріалізованими активами установи | комунікативна, відтворювальна           |
| Інфраструктурні                   | це технології, методи та процеси, які сприяють підвищенню ефективності управління                                                                    | інноваційна, функція розвитку           |
| Маркетингові                      | це ресурси, сукупність яких створює стійко і складно повторювану конкурентну перевагу                                                                | захисна                                 |
| Людські                           | це працівники, що мають певні професійні навички і знання і можуть використовувати їх у трудовому процесі                                            | інформаційна, управлінська, інноваційна |

## Класифікація інтелектуальних ресурсів
За формою прояву інтелектуальні ресурси класифікують на матеріалізовані (книги, монографії, звіти та ін.) і нематериалізовані (бази даних, програмні продукти та ін.). За формою використання ІР доцільно поділити на відчужувані і невідчужувані. Відчужувані ресурси можуть бути передані в користування іншим суб‘єктам — споживачам на певних умовах (патент, ліцензія) або в усній формі, у вигляді бази даних, знаків і символів. Невідчужувані інтелектуальні ресурси, як правило, існують в нематеріальній формі і не можуть бути відділені від носія цих ресурсів (індивіда, колективу). За рівнем використання ІР поділяють на місцеві, регіональні, державні, міждержавні, глобальні; за призначенням — на наукові, теоретичні, прикладні, практичні, рутинні; за формуванням — (на основі існуючих ресурсів, при самостійному генеруванні в «головах» спеціалістів, тобто при оновленні знань та набутті нового досвіду) комбіновані; за належністю суб‘єктам поділяються на індивідуальні, колективні, державні, суспільні, світові; за сферою призначення на соціальні, економічні, політичні та екологічні.